# تملر
 تم تأسيس Temmler Werke GmbH في دتمولد في عام 1917 بواسطة Hermann Temmler. مجموعة Temmler Group هي شركة أدوية ألمانية، تركز على إنتاج وبيع وإنتاج المنتجات الصيدلانية. في عام 2012، استحوذت مجموعة Aenova على Temmler Group، وتعد مواقع إنتاجها السبعة واحدة من أكبر شركات تصنيع الأدوية في أوروبا.

## التاريخ

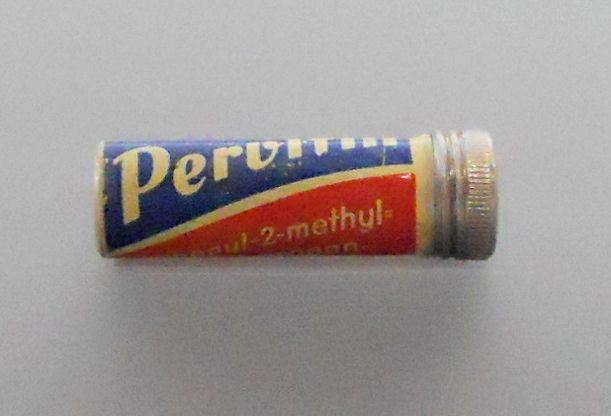
العلامة التجارية الميثامفيتامين المستخدمة من قبل الجنود الألمان خلال الحرب العالمية الثانية.

تم تأسيس Temmler-Werke في Detmold في عام 1917 على يد Hermann Temmler. في عام 1919 اندمجت مع شركة Vereinigte Chemische Fabriken GmbH في Detmold لتشكيل شركة Vereinigten Chemischen Fabriken H. Temmler الدوائية. في عام 1925، كان مقرها الرئيسي في برلين. أصبحت الاستعدادات لعلاج وتخفيف الأمراض التنفسية هي السمة المميزة لـ Temmler Pharma.

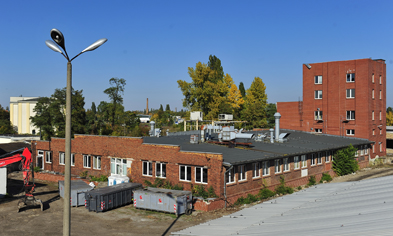
مصنع تمملر في برلين يوهانيستال، مبنى الإنتاج (2015)

من عام 1933، ركزت الشركة، مع مرافق الإنتاج الموسعة، أنشطتها التجارية بشكل حصري في جميع أنحاء منطقة برلين. في عام 1938، وهو كيميائي Temmler في برلين توليفها Pervitin ( الميثامفيتامين
في عام 1945، تم احتلال المنشأة في برلين الشرقية وتفكيكها. تم إعادة تجميع الشركة بالكامل في هامبورغ.
في عام 1960 نقلت الشركة بأكملها من هامبورغ إلى ماربورغ.
منحت حكومة ولاية هسه المجمع، الذي تبلغ مساحته حوالي 40,000 متر مربع من مرافق الإنتاج والإدارة، جائزة التصميم الوظيفي والمعماري. [بحاجة لمصدر]

في عام 1967 تم توسيع مرافق الإنتاج والتخزين.
في عام 1971 تم إنشاء مبنى مختبر جديد لتصنيع أشكال الدواء الصيدلانية والمكونات النشطة. أصبح من الممكن، على سبيل المثال، إنتاج منتجات طبية في شكل حبيبات مثبطة لتعرف على مكوناتها النشطة عند الحاجة وعلى مدى فترة زمنية أطول.
في عام 1982، كانت هذه الاستعدادات تؤخر بداية تصنيع العقود، مبدئيًا للشركات الأجنبية فقط.
بدءًا من عام 1989، تضمن الإنتاج أيضًا جميع أشكال الجرعات الصيدلانية الصلبة للعملاء في الداخل والخارج.
في عام 1990، أصبحت تمبلر فارما جزءًا من مجموعة ASTA Medica. إلى جانب المنتجات الطبية لأمراض الجهاز الهضمي والصداع النصفي، أصبحت أمراض الرئة نقطة محورية في برنامج الاستعدادات.
منذ عام 1999 عادت شركة تمبلر فارما مرة أخرى في أيدي القطاع الخاص.
في عام 2004، تم توسيع مبنى المختبر بإضافة طابقين إضافيين إلى 2500 متر مربع، وبالتالي إرساء الأساس لمزيد من النمو في مجال تطوير الأدوية.
2008 مع الاستحواذ على مجموعة SwissCo، ومقرها في سيسلن، سويسرا، تعمل مجموعة تمملر على تطوير كفاءتها في معالجة المواد الفعالة الحساسة للرطوبة. إنتاج أقراص فوارة هو العمل الرئيسي لشركة SwissCo.